# (9545) Petrovedomosti
(9545) Petrovedomosti (1984 MQ) – planetoida z pasa głównego asteroid okrążająca Słońce w ciągu 4,49 lat w średniej odległości 2,72 j.a. Odkryta 25 czerwca 1984 roku.